# Canicule et sécheresse de 1976 en Europe
La sécheresse de 1976 en Europe affecte une partie de l'Europe entre l'automne 1975 et l'été 1976. Elle s'accompagne d'une canicule entre juin et août 1976.

## Causes de la sécheresse
Dès décembre 1975, l'anticyclone des Açores, à 1 035 hPa, est remonté vers le nord, au large de l'Irlande, et se trouve donc très proche de son homologue d'Amérique du Nord, à 1 045 hPa sur le sud du Groenland. Ces deux anticyclones conjugués font barrage aux précipitations venant de l'Atlantique et empêchent celles-ci d'arroser l'Europe. En janvier, si les hautes pressions polaires refluent vers l'Amérique, celles de l'Atlantique, au contraire, se rapprochent des côtes européennes, s'installent notamment au nord de l'Espagne et font barrage aux basses pressions islandaises qui pourraient permettre aux nuages de venir sur l'Europe.
En février, ce sont encore les anticyclones conjugués des Açores (à 1 025 hPa, des Açores au Portugal) et de Sibérie (à 1 040 hPa sur la Biélorussie, l'Ukraine et la Roumanie) qui font obstacle aux précipitations, phénomène qui se répète en mars et en avril, et qui entraîne de surcroît des coups de froid favorisant le maintien de ces anticyclones tout au long du printemps. Dès le début du mois de mai, le déficit pluviométrique est important et les températures montent très rapidement en conséquence, ce qui entraîne « de vives inquiétudes pour les cultures fruitières et légumières, ainsi que pour la production de fourrage » et amène Le Monde à prédire que « s'il ne pleut pas d'ici une quinzaine de jours, la situation deviendra particulièrement grave ».
En mai, le front de hautes pressions est quasi constant à 1 020 hPa environ entre la Carélie et Madère, empêchant les précipitations atlantiques d'atteindre l'Europe.

### Observations météorologiques
Un événement El Niño commence en 1976,.

### Températures

#### Au mois de mai
Dès le début du mois de mai, on observe des températures inhabituelles pour l'époque, en particulier en Aquitaine et dans les Charentes :
- 29 °C à Mont-de-Marsan et Périgueux,
- 28 °C à Cognac et Dax,
- 27 °C à Agen, Royan, Biarritz et Pau.
- Le record de température à cette date est battu notamment à la Rochelle (28 °C, presque 5 °C de plus que le précédent record)[2].

#### Au mois de juin
Les températures observées dans le Sud-Ouest de la France s'élèvent encore, mais des records sont également battus à Paris et surtout en Angleterre :
- 35,4 °C à North Heath (North Heath (en), dans le Sussex de l'Ouest) et à Dereham (Dereham, dans le comté de Norfolk), ainsi que 35,6 °C à Southampton,
- 34,8 °C au centre de Londres[6],
- 34 °C à Cognac, Dax ou Paris (dans cette dernière ville, plus de 50 °C pour les chauffeurs d'autobus, ce qui entraîna la création d'une prime de chaleur par la RATP[3]),
- 33 °C à Agen, Bordeaux et Périgueux,
- 30 °C à Royston durant seize jours consécutifs[7].

#### Au mois de juillet
- 37 °C à Arcachon,
- 38 °C à Bordeaux.

### Pluviométrie
En France, au printemps, les sols ne sont pas aussi secs qu'ils ont pu l'être lors de certains printemps postérieurs (2003, 2006, 2007, 2010, 2011, 2012, 2014, 2017 et 2018 notamment) grâce à quelques épisodes pluvieux en février et en avril. En revanche, le printemps 1976 se caractérise par un niveau assez bas des nappes phréatiques à cause d'un léger déficit pluviométrique de l'hiver.
Avec un déficit en pluie de 46 % sur la France, le printemps 1976 est le deuxième printemps le plus sec observé depuis le début des mesures fiabilisées de Météo France en 1959 et après la sécheresse de juillet 2022,,,. Le déficit de précipitations en 1976 est très marqué notamment au nord d'une ligne Bordeaux-Metz, le littoral méditerranéen restant excédentaire sur l'année. À Évreux, le total cumulé des précipitations d'avril, mai et juin est de 21 mm d'eau contre 150 mm habituellement.
Les précipitations ne sont pas inexistantes, notamment en juin, mais il s'agit souvent d'orages très violents, accompagnés de grêle qui ravage les cultures, et dont l'eau ne s'infiltre pas en raison de la dureté des sols,.
Au Royaume-Uni, la pluviométrie cumulée moyenne pour les deux mois de juin et juillet 1976 est de 49 mm. Certains comtés, au Sud-Ouest du pays, connurent 45 jours consécutifs sans précipitations. La pluie revient en Angleterre fin août et en France dès le mois de septembre.

## Situation météorologique
Un phénomène El Niño

## Impact de la sécheresse

### Conséquences sur l'agriculture et les prix alimentaires
En France
Dès le mois de mai, les agriculteurs constatent le déficit pluviométrique et en redoutent l'impact sur les cultures. Dans son édition des 13 et 14 juin, Le Monde indique que « la récolte sera inférieure de 20 millions de quintaux aux prévisions les plus optimistes ». Le même journal fait état le 16 juin de l'augmentation du kilo de tomates de 4,30 francs à 7,20 francs en une semaine.
L'eau se réchauffe aussi (la mer est à 22 °C début juillet sur les côtes landaises) et la pisciculture en souffre également, avec la mort de nombreux poissons soit par manque d'oxygène (dans les bassins) soit par concentration trop importante de polluants (dans les rivières).
Le 28 juin, M. Lemaire, un agriculteur de Cuinchy, se suicide. Au total, la canicule fait 6 000 décès en surnombre, mais le bilan humain est passé inaperçu durant la calamité,.
En Allemagne
Dans le centre de l'Allemagne de l'Ouest (de l'Eifel jusqu'à la Franconie), la sécheresse compromet les récoltes agricoles : sont compromises notamment les cultures vivrières (betteraves, pommes de terre), mais aussi l'élevage bovin, porcin, volailler.

### Conséquences hydrologiques
Dès le mois de juin, la production hydroélectrique baisse de 30 % faute d'eau dans les réservoirs de barrage,. La Loire est quasiment à sec à Tours.

### Incendies de forêt
Les premiers incendies se déclenchèrent début juin en Charente, mais c'est surtout le grand incendie de la Palmyre, près de Royan, en août qui fut médiatisé : près de 1 000 hectares touchés dans une zone très touristique,. Au total, on estime que près de 90 000 hectares ont été brûlés au cours de l'été 1976. Le Journal officiel de la République française mentionne quant à lui un total de « 105 000 hectares de forêts, landes, maquis et garrigues [qui] ont été brûlés en France en 1976, soit 1,33 % de la forêt française. À titre de comparaison, de 1960 à 1975, la moyenne annuelle touchée par les incendies sur l'ensemble du territoire français est de 32 000 hectares. ».

## Mesures de lutte contre la sécheresse

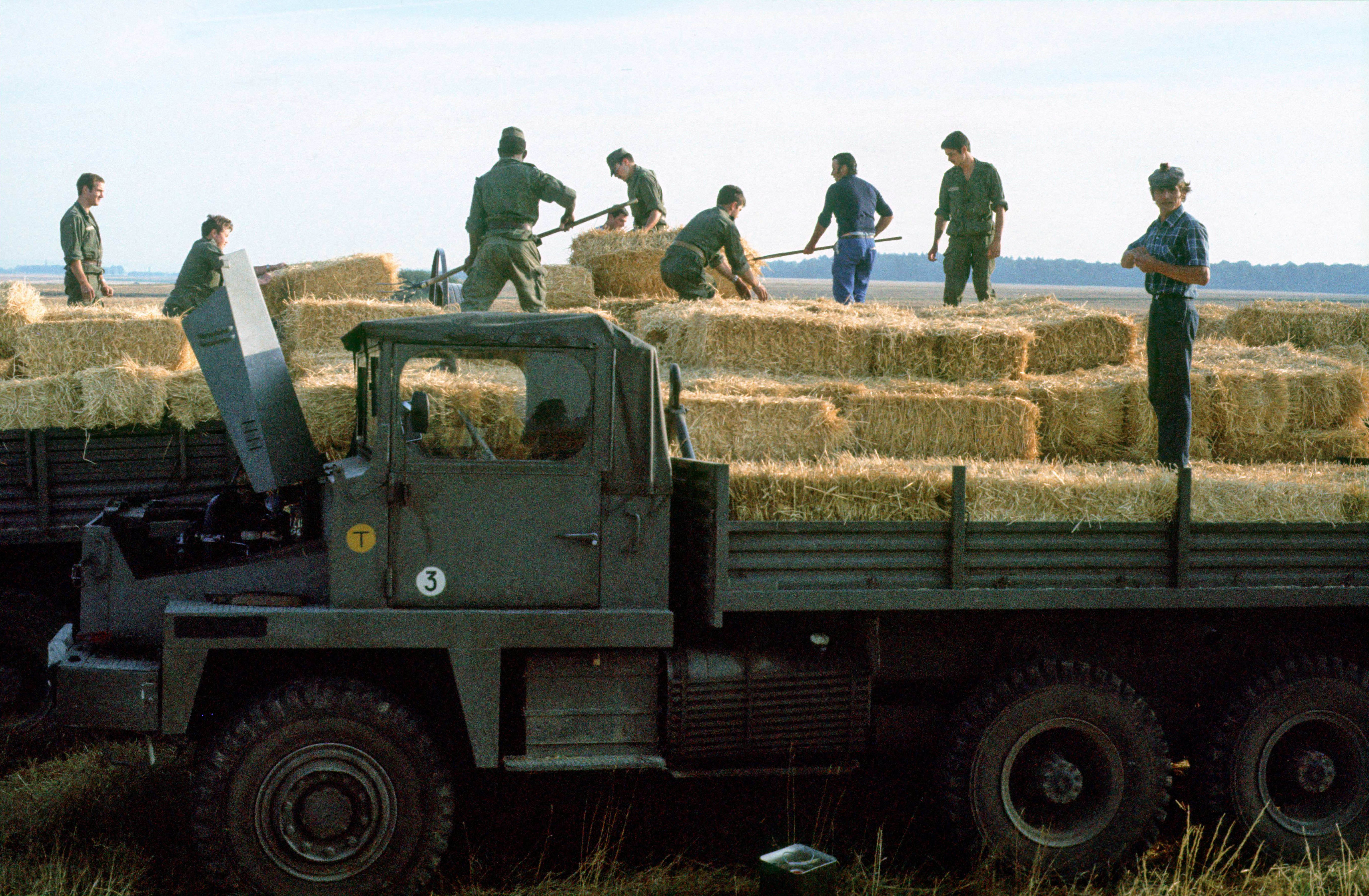
Intervention de l'armée française, pour transporter la paille destinée aux éleveurs. Ici, le 57e régiment de transmissions en Bourgogne.

Une opération de solidarité permet avec l'aide logistique de l'armée française de transporter du fourrage aux zones sinistrées. L'armée délivrera des millions de mètres cubes d'eau potable aux communes qui n'en disposent plus.
La taxation de l'exportation de paille et de fourrage est décidée le 17 juin, accompagnée d'une aide de 50 millions de francs français destinée aux départements qui manquent d'eau, et de 146 millions de francs destinés aux éleveurs,.
Alors que la sécheresse est maximale, le 21 août 1976, Valéry Giscard d'Estaing, président de la République, évoque la possibilité de lever un impôt exceptionnel. La mesure se concrétise le 25 août par une aide de 2,2 milliards de francs, financés par une majoration de 4 à 8 % de l’impôt sur le revenu au-dessus d’un seuil défini (payable également sous forme de prêt) C'est notamment cette augmentation des prélèvements qui conduit à la démission de Jacques Chirac de son poste de premier ministre. Les estimations de coût global sont :
- 0,5 % de croissance économique en moins en France,
- 4 milliards de francs de perte commerciale pour le pays[21].